# Leland Merrill

Zawodnik Michigan State Spartans

Zawodnik Rutgers Scarlet Knights

Leland Gilbert „Lee” Merrill, Jr. (ur. 4 października 1920 w Danville, zm. 28 lipca 2009 w Princeton) – amerykański zapaśnik walczący w stylu wolnym. Brązowy medalista olimpijski z Londynu 1948, w kategorii do 73 kg.
Zawodnik Parkersburg High School w Parkersburgu i Michigan State University, a po powrocie z frontu II wojny, Rutgers University. All-American w NCAA Division I w 1942, gdzie zajął trzecie miejsce.

## Letnie Igrzyska Olimpijskie 1948
| Konkurencja      | Rundy eliminacyjne  | Rundy eliminacyjne       | Rundy eliminacyjne        | Rundy eliminacyjne | Rundy eliminacyjne   | Rundy eliminacyjne | Klas. końcowa |
| Konkurencja      | Przeciwnik I        | Przeciwnik II            | Przeciwnik III            | Przeciwnik IV      | Przeciwnik V         | Przeciwnik VI      | Miejsce       |
| ---------------- | ------------------- | ------------------------ | ------------------------- | ------------------ | -------------------- | ------------------ | ------------- |
| 73 kg styl wolny | Harry Peace (CAN) Z | Frans Westergren (SWE) Z | Hwang Byeong-gwan (KOR) Z | wolny los Z        | Dick Garrard (AUS) Z | Yaşar Doğu (TUR) P | 3.            |